# 끊어진 항로
"끊어진 항로"는 한국에서 제작된 이만흥 감독의 1948년 영화이다. 이집길 등이 주연으로 출연하였다.

## 출연

### 주연
- 이집길
- 유계선
- 이강천

## 기타
- 미술: 이강천